# 安全搜索
安全搜索（英語：SafeSearch）是Google搜索的一大特性，可以自動過濾掉色情和具有潛在冒犯性的內容。Google對色情內容的過濾成為維持與中共當局合作的一大重要因素。
2003年，哈佛法学院伯克曼互聯網與社會研究中心的一份報告顯示，安全搜索過濾掉了白宮、IBM、美國圖書館協會和麗姿·克萊本等許多無害的網站。而另一方面，許多色情圖片也成為了過濾器的漏網之魚。關鍵詞過濾機制不能阻擋用同形詞（如“beaver”，女性的陰毛或陰部的一種粗俗說法，但該詞同時可以表示河狸）繞過過濾的情形。同時，阻擋色情網站網址的機制也會因為網站網址的更替而失效。而由於膚色的多樣化，加上嬰兒的照片也通常帶有大量肉色，用軟體將帶有肉色的圖片識別為色情圖片亦引發了許多問題。
2009年11月11日，Google引入了安全搜索鎖定功能， 該功能能讓持有Google賬戶的使用者鎖定在安全搜索中的高強度模式。一旦開啟這項功能，用戶在登出Google賬戶之後，搜索過濾強度不會發生任何變化。而另一項功能KidzSearch則讓安全搜索總是開啟。這項功能保證兒童在使用Google進行搜索時，搜索結果會被嚴格過濾。2012年12月12日，Google移除了完全關閉安全搜索的功能。